# National Provincial Championship 1994
La National Provincial Championship 1994 fue la decimonovena edición del principal torneo de rugby de Nueva Zelanda.
El campeón del torneo fue el equipo de Auckland quienes lograron su noveno campeonato.

## Sistema de disputa
Cada equipo enfrenta a los equipos restantes en una sola ronda.
- Los cuatro mejores equipos clasifican a semifinales por la búsqueda del campeonato.

- El equipo ubicado en la última posición al final del campeonato descenderán directamente a la Segunda División.

## Clasificación
Tabla de posiciones:
| Pos. | Equipo           | Encuentros | Encuentros | Encuentros | Encuentros | Tantos | Tantos | Tantos | PB | PB | Puntos |
| Pos. | Equipo           | PJ         | PG         | PE         | PP         | F      | C      | Dif    | BO | BD | Puntos |
| ---- | ---------------- | ---------- | ---------- | ---------- | ---------- | ------ | ------ | ------ | -- | -- | ------ |
| 1.º  | Auckland         | 8          | 7          | 0          | 1          | 319    | 164    | +155   | 0  | 1  | 29     |
| 2.º  | North Harbour    | 8          | 7          | 0          | 1          | 300    | 165    | +135   | 0  | 0  | 28     |
| 3.º  | Canterbury       | 8          | 6          | 0          | 2          | 230    | 194    | +36    | 0  | 0  | 24     |
| 4.º  | Otago            | 8          | 4          | 0          | 4          | 241    | 205    | +36    | 0  | 2  | 18     |
| 5.º  | Counties Manukau | 8          | 4          | 0          | 4          | 180    | 166    | +14    | 0  | 2  | 18     |
| 6.º  | Wellington       | 8          | 4          | 0          | 4          | 200    | 262    | -62    | 0  | 0  | 16     |
| 7.º  | Waikato          | 8          | 3          | 0          | 5          | 191    | 202    | -11    | 0  | 2  | 14     |
| 8.º  | King Country     | 8          | 1          | 0          | 7          | 136    | 324    | -188   | 0  | 0  | 4      |
| 9.º  | Taranaki         | 8          | 0          | 0          | 8          | 153    | 268    | -115   | 0  | 4  | 4      |

|  | Semifinalistas.           |
|  | Descenso a la División 2. |

### Semifinales
| 8 de octubre | North Harbour | 59 - 27 | Canterbury |  |  |

| 8 de octubre | Otago | 16 - 33 | Auckland |  |  |

### Final
| 16 de octubre | North Harbour | 16 - 22 | Auckland |  |  |

| Bandera de Nueva Zelanda |
| Campeón Auckland         |
| Noveno título            |